# 基井あゆむ
基井 あゆむ（もとい あゆむ）は、埼玉県在住のゲーム原画家、イラストレーター。女性。

## 主な作品

### ゲーム原画・キャラクターデザイン
ブランドは全てPULLTOP。
- 恋神 -ラブカミ-[4]
- この大空に、翼をひろげて[5]
- この大空に、翼をひろげて FLIGHT DIARY[6]
- ココロ@ファンクション![7]
- ココロ@ファンクション!NEO[8]
- 見上げてごらん、夜空の星を[9]
- 見上げてごらん、夜空の星を FINE DAYS[10]
- ピュアソングガーデン!
- 見上げてごらん、夜空の星を Interstellar Focus
- FLIP＊FLOP 〜INNOCENCE OVERCLOCK〜（サブ原画）
- この大空に、翼をひろげて GIFT EDITION[11]
- FLIP＊FLOP 〜RAMBLING OVERRUN〜（サブ原画）

### 小説挿絵
- 征王の迷宮塔（著者：瀬尾つかさ、一迅社文庫）[12]
  - 征王の迷宮塔2（著者：瀬尾つかさ、一迅社文庫）[12]
- 閃弾の天魔穹（著者：早矢塚かつや、一迅社文庫）[12]
- ドリーミー・ドリーマー（著者：弥生志郎、MF文庫J）[13]
- カレントテイル 本と幻想と少女の騎士（著者：弥生志郎、MF文庫J）[14]
  - カレントテイル2 月華の剣客と恋する乙女（著者：弥生志郎、MF文庫J）
  - カレントテイル3（著者：弥生志郎、MF文庫J）
- 勇者よ、魔王にデレるとは情けない!（著者：高尾瑞夫、一迅社文庫）[12]

### アニメ
- ATRI -My Dear Moments- 10話エンドカード